# Ciak d'oro 2020
La 35ª edizione dei Ciak d'oro, spostata dal mese di giugno a fronte della Pandemia di COVID-19 in Italia, si è tenuta il 31 ottobre 2020. La cerimonia è stata trasmessa sul canale televisivo Sky TG24 e condotta da Denise Negri e Flavio Natalia, direttore della rivista Ciak. I premi tecnici sono stati assegnati successivamente.

## Vincitori e candidati
I vincitori sono indicati in grassetto, a seguire gli altri candidati.

### Miglior film
- La dea fortuna di Ferzan Özpetek
  - Favolacce di Damiano e Fabio D'Innocenzo
  - Figli di Giuseppe Bonito
  - Gli anni più belli di Gabriele Muccino
  - Hammamet di Gianni Amelio
  - Il sindaco del rione Sanità di Mario Martone
  - Il traditore di Marco Bellocchio
  - La volta buona di Vincenzo Marra
  - Martin Eden di Pietro Marcello
  - Odio l'estate di Massimo Venier
  - Pinocchio di Matteo Garrone
  - Volevo nascondermi di Giorgio Diritti[3]

### Miglior regista
- Damiano e Fabio D'Innocenzo - Favolacce
  - Gianni Amelio - Hammamet
  - Pupi Avati - Il signor Diavolo
  - Marco Bellocchio - Il traditore
  - Mimmo Calopresti - Aspromonte - La terra degli ultimi
  - Cristina Comencini - Tornare
  - Giorgio Diritti - Volevo nascondermi
  - Matteo Garrone - Pinocchio
  - Pietro Marcello - Martin Eden
  - Mario Martone - Il sindaco del rione Sanità
  - Ferzan Özpetek - La dea fortuna
  - Gabriele Salvatores - Tutto il mio folle amore[4]

### Migliore attore protagonista
- Stefano Accorsi e Edoardo Leo - La dea fortuna
  - Francesco Di Leva - Il sindaco del rione Sanità
  - Pierfrancesco Favino - Il traditore, Hammamet
  - Elio Germano - Favolacce, Volevo nascondermi
  - Luca Marinelli - Martin Eden
  - Riccardo Scamarcio - Il ladro di giorni[5]

### Migliore attrice protagonista
- Paola Cortellesi - Figli
  - Valeria Golino - 5 è il numero perfetto
  - Giovanna Mezzogiorno - Tornare
  - Serena Rossi - Io sono Mia, 7 ore per farti innamorare
  - Lucia Sardo - Picciridda - Con i piedi nella sabbia
  - Jasmine Trinca - La dea fortuna[6]

### Migliore attore non protagonista
- Roberto Benigni - Pinocchio

### Migliore attrice non protagonista
- Barbara Chichiarelli - Favolacce

### Miglior produttore
- Pepito Produzioni - Favolacce

### Migliore opera prima
- Marco D'Amore - L'immortale
  - Stefano Cipani - Mio fratello rincorre i dinosauri
  - Nunzia De Stefano - Nevia
  - Ginevra Elkann - Magari
  - Igort - 5 è il numero perfetto
  - Carlo Sironi - Sole[7]

### Migliore sceneggiatura
- Damiano e Fabio D'Innocenzo - Favolacce

### Migliore fotografia
- Vladan Radovic - Il traditore

### Migliore sonoro
- Maricetta Lombardo - Pinocchio

### Migliore scenografia
- Dimitri Capuani - Pinocchio

### Migliore montaggio
- Francesca Calvelli - Il traditore

### Migliore costumi
- Massimo Cantini Parrini - Favolacce, Pinocchio

### Migliore colonna sonora
- Brunori Sas - Odio l'estate

### Migliore canzone originale
- Che vita meravigliosa di Diodato - La dea fortuna

### Miglior manifesto
- 5 è il numero perfetto

### Targa speciale Classic
- Marco Bellocchio

### Superciak d'oro
- Pierfrancesco Favino

### Colpo di fulmine
- Lontano lontano, di Gianni Di Gregorio

### Ciak d'oro alla rivelazione dell'anno in serie televisive
- Carlotta Antonelli - Suburra - La serie

### Ciak d'oro Mini/Skoda Bello & Invisibile
- non assegnato per la scarsa produzione legata all'emergenza sanitaria[2]